# نسوية يوجينية

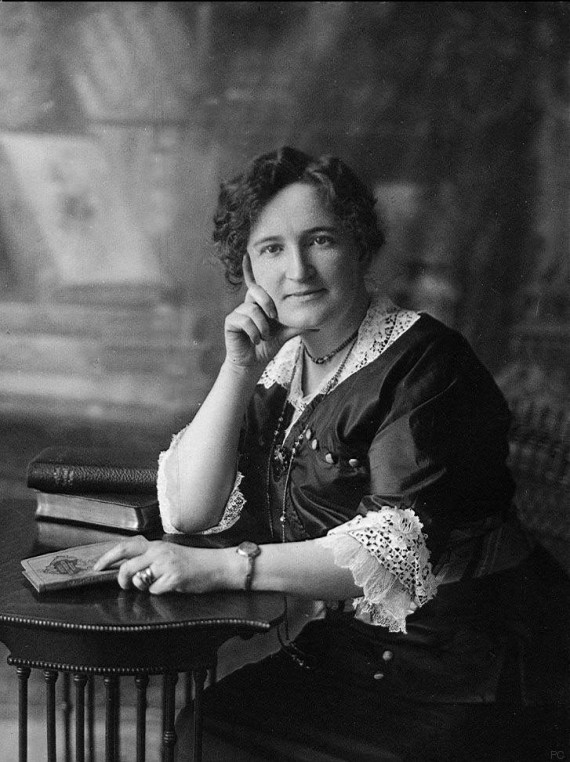

النسوية اليوجينية أو النسوية الداعية إلى تحسين النسل، كانت جزءًا من الحركة المطالبة بحق النساء في التصويت ومتقاطعةً مع علم تحسين النسل. صاغ المتخصص في علم تحسين النسل كاليب ساليبي هذا المصطلح، ليُستخدم منذ ذلك الحين في تلخيص بعض وجهات نظر النسويات البارزات في الولايات المتحدة. دعت بعض النساء المطالبات بحق المرأة في التصويت في كندا إلى سياسات تحسين النسل في ألبرتا وكولومبيا البريطانية على وجه الخصوص، ولا سيما مجموعة منهن تُعرف باسم المشهورات الخمس.
تبلورت النسوية اليوجينية في أواخر القرن التاسع عشر وتلاشت في ثلاثينيات القرن العشرين، وذلك تزامنًا مع تراجع دعم علم تحسين النسل بحد ذاته. زعمت النسويات عمومًا إمكانية تجنب السمات الفاسدة لكل عرق من الأعراق من خلال منح المرأة المزيد من الحقوق والمساواة. أرادت النسويات تحقيق المساواة بين الجنسين، لذا طالبن بوجود قوانين تحديد النسل وعلوم معينة بغرض التوصل إلى حلول توفيقية وتلبية آرائهم، وذلك بهدف توليد عرق متفوق. 

## في كندا
عُرف عن أعضاء مجموعة «المشهورات الخمس» المطالبة بحق المرأة في التصويت دعمهن لتحسين النسل في كندا، بما في ذلك إيميلي ميرفي ونيللي مكلونج. دعمت ماكلونغ قانون التعقيم الجنسي لعام 1928 في ألبرتا وقانون التعقيم الجنسي لعام 1933 في كولومبيا البريطانية.

## في المملكة المتحدة
يرى علماء تحسين النسل البريطانيون -مثل كاليب ساليبي وكارل بيرسون وهافلوك إليس- المرأة بمثابة وسيط للتناسل. [...] توصل كل من أنصار تعميم تحسين النسل وبعض المطالبات بحقوق المرأة إلى أرضية مشتركة. لم تدعم جميع النسويات الأوائل ممارسات تحسين النسل، لكن اعتبر كل من علماء تحسين النسل والنسويات الأوائل مفهوم التقدم الاجتماعي المرتبط بالتناسل مفهومًا محوريًا. [...] دعت بعض مناصرات حق المرأة في التصويت إلى تطبيق سياسات قوية فيما يتعلق بالهجرة وممارسات من شأنها تحسين النسل، مثل النظافة العقلية والفصل الاجتماعي والتعقيم الجنسي لـ «بلهاء». 

## في الولايات المتحدة

### فكتوريا وودهل
اعتُبرت فكتوريا وودهل إحدى مناصرات علم تحسين النسل البارزات. اتصف زوج وودهل بأنه مسيء ومدمن على الكحول وغير مخلص، فاعتقدت وودوهل أن لهذه الصفات تأثير على إعاقة ابنها بايرون العقلية. روجت وودهل لاهتمامها الجديد بعلم تحسين النسل من خلال إلقاء الخطابات ونشر العديد من الكتب. ألقت وودهل خطابًا مهمًا في شهر سبتمبر من عام 1871، إذ حمل خطابها هذا عنوان الأطفال: حقوقهم وامتيازاتهم، وزعمت فيه أنه «ينبغي أن تنبثق الإنسانية المثالية من الأطفال المثاليين». 
علاوةً على ذلك، أشارت وودهل إلى أهمية امتلاك «أفضل البذور» كشرط لإنجاب الأطفال الذين سيكبرون ليصبحوا بالغين فاعلين، وذكرت أهمية رعاية الوالدين للأطفال بالإضافة إلى شرور الإجهاض. ساهمت جهود وودهل في الترويج إلى تحسين النسل في دفع بعض النسويات إلى الدفاع عن تحسين النسل أيضًا. اعتقدت هذه النساء أن عدد الأطفال والأسر المدعومة التي لا تملك سوى القليل أصبح كبيرًا للغاية. أولت وودهل في خطابها في نيو جيرسي في عام 1876 أهميةً كبيرةً لعلم تحسين النسل، واعتبرت تطبيق قوانين تحسين النسل أمرًا يفوق أهمية منح المرأة حقها في التصويت، إذ قالت إن حق المرأة في التصويت غير مهم مقارنةً بخلق جنس بشري أكثر تفوقًا.
اختلفت وجهة نظر وودهل حول علم تحسين النسل عن الآراء السائدة بهذا الخصوص خلال تسعينيات القرن التاسع عشر، إذ تمثلت وجهة نظرها بأن الالتزام بالمعايير الجنسية السائدة في ذلك الوقت هو السبب في تدهور النسل. تغيرت وجهات نظر وودهل بمرور الوقت، لكنها لم تتماشى قط مع الآراء السائدة حول علم تحسين النسل، ولا سيما فيما يخص مسألة تحديد النسل.